# HMS Regulus (1910)
HMS Regulus var en svensk torpedbåt av 1:a klass som sjösattes 1910 och byggdes på Bergsunds Mekaniska Verkstad. Hon ombyggdes i början på 1930-talet till vedettbåt.